# Sada Cruzeiro Vôlei

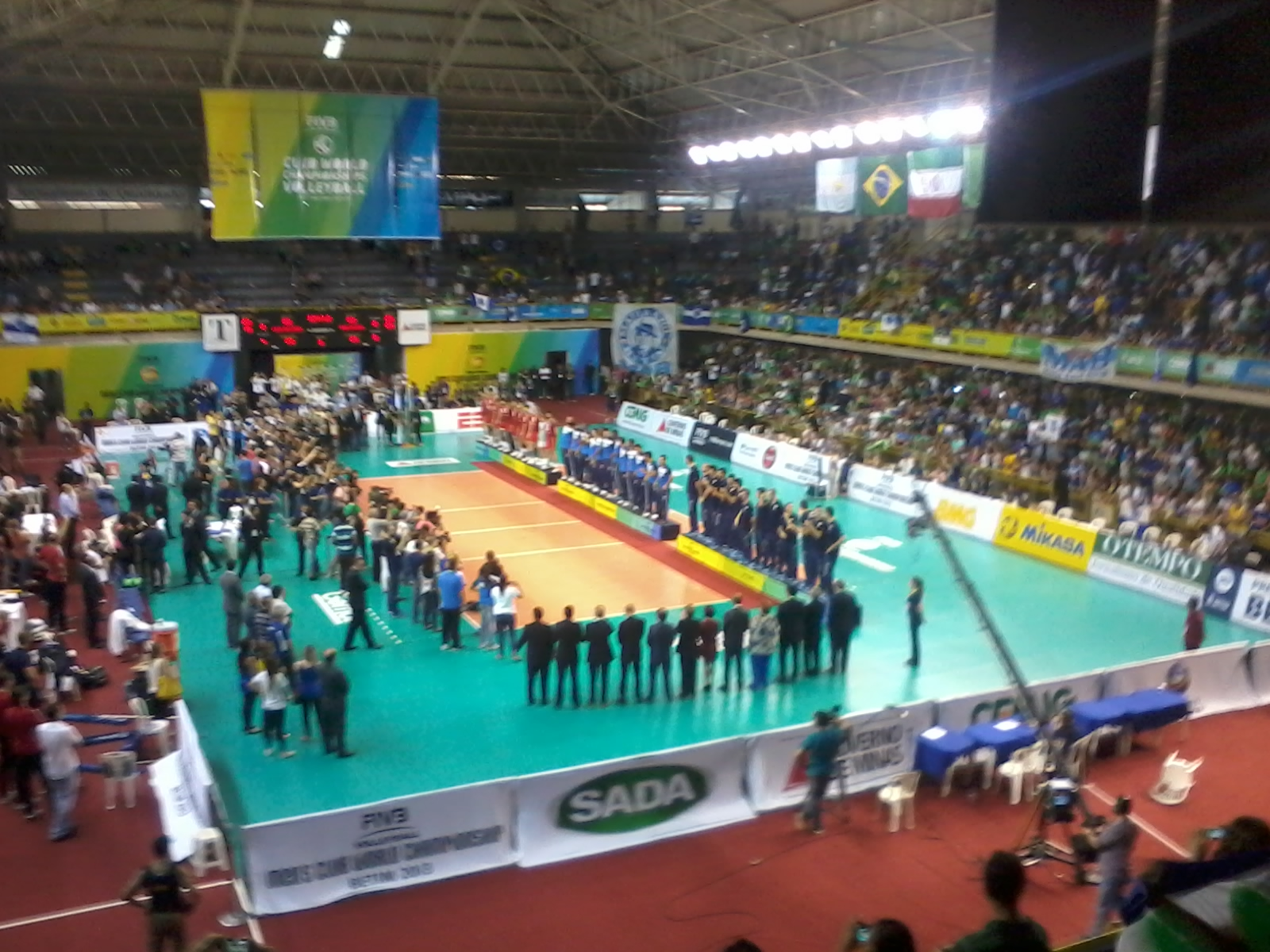
Sada Cruzeiro Vôlei Klubowym Mistrzem Świata 2013

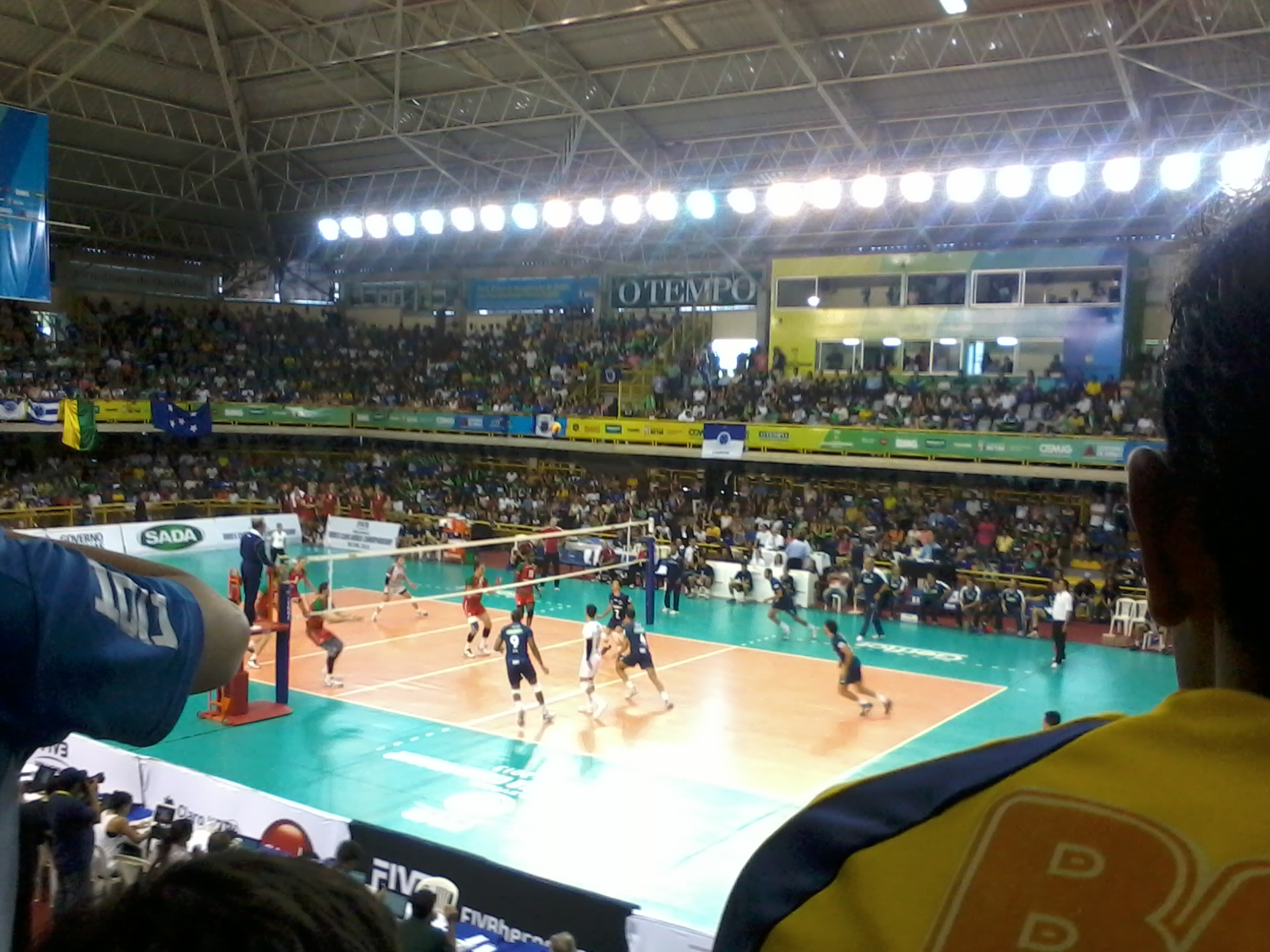
Mecz finałowy Klubowych Mistrzostw Świata 2013 pomiędzy Sadą Cruzeiro Vôlei a rosyjskim klubem Lokomotiw Nowosybirsk w hali gospodarzy imprezy

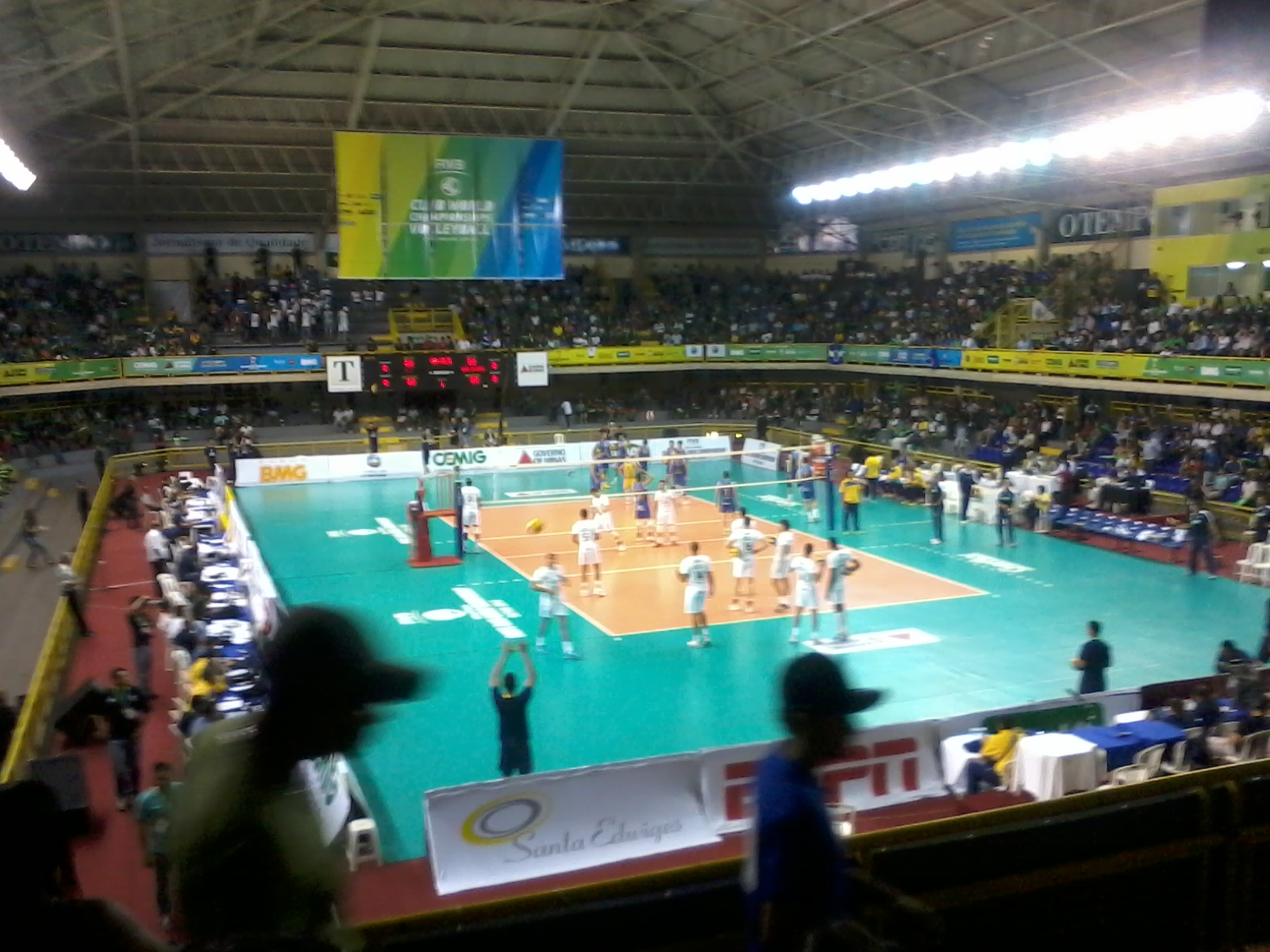
Mecz półfinałowy Klubowych Mistrzostw Świata 2013 pomiędzy Sadą Cruzeiro Vôlei a argentyńskim klubem UPCN Vóley Club

Sada Cruzeiro Vôlei; brazylijski klub piłki siatkowej mężczyzn powstały w 2006 w Belo Horizonte pod nazwą Sada Betim. Od sezonu 2006/2007 klub występuje w rozgrywkach Superligi, najwyższej klasy rozgrywek w Brazylii. 

## Sukcesy
Mistrzostwo Brazylii:
- 2012, 2014, 2015, 2016, 2017, 2018, 2022[3], 2023[4], 2025[5]
- 2011, 2013
- 2009, 2019

Klubowe Mistrzostwa Ameryki Południowej:
- 2012, 2014, 2016, 2017, 2018, 2019, 2020, 2022[6], 2023[7], 2024[8], 2025[9]
- 2015
- 2009

Klubowe Mistrzostwa Świata:
- 2013, 2015, 2016, 2021, 2024[10]
- 2012, 2019
- 2017, 2022[11]

Puchar Brazylii:
- 2014, 2016, 2018, 2019, 2020, 2021, 2023[12], 2024[13]

Superpuchar Brazylii:
- 2015, 2016, 2017, 2021, 2022[14], 2024[15]

## Kadra

### Sezon 2023/2024[16]
| Nr | Imię i nazwisko              | Data ur. | Wzrost | Pozycja      |
| -- | ---------------------------- | -------- | ------ | ------------ |
| 1  | Welinton Oppenkoski          | 2000     | 195    | atakujący    |
| 3  | Pedro Henrique Santos Souza  | 2004     | 187    | rozgrywający |
| 4  | Otávio Pinto                 | 1991     | 204    | środkowy     |
| 5  | Nicolás Uriarte              | 1990     | 189    | rozgrywający |
| 6  | Guilherme Rech               | 2001     | 204    | środkowy     |
| 7  | Lucas Bauer                  | 1999     | 192    | libero       |
| 8  | Wallace de Souza             | 1987     | 198    | atakujący    |
| 10 | Cledenilson Souza            | 1998     | 211    | środkowy     |
| 11 | Rodrigo Leão                 | 1996     | 196    | przyjmujący  |
| 12 | Rodrigo Ribeiro              | 1986     | 190    | rozgrywający |
| 15 | Gabriel Vaccari Kavalkievicz | 1996     | 191    | przyjmujący  |
| 16 | Lucas Saatkamp               | 1986     | 209    | środkowy     |
| 17 | Alexandre Elias              | 1997     | 191    | libero       |
| 18 | Carlos Castro                | 2004     | 205    | przyjmujący  |
| 19 | Miguel Ángel López           | 1997     | 190    | przyjmujący  |

### Sezon 2022/2023
| Nr | Imię i nazwisko              | Data ur. | Wzrost | Pozycja      |
| -- | ---------------------------- | -------- | ------ | ------------ |
| 1  | Welinton Oppenkoski          | 2000     | 195    | atakujący    |
| 2  | Guilherme Marques            | 2003     | 205    | środkowy     |
| 3  | Lucas De Deus                | 1987     | 178    | libero       |
| 4  | Otávio Pinto                 | 1991     | 204    | środkowy     |
| 5  | Nicolás Uriarte              | 1990     | 189    | rozgrywający |
| 6  | Guilherme Rech               | 2001     | 204    | środkowy     |
| 7  | Lucas Bauer                  | 1999     | 192    | libero       |
| 8  | Wallace de Souza             | 1987     | 198    | atakujący    |
| 10 | Cledenilson Souza            | 1998     | 211    | środkowy     |
| 11 | Rodrigo Leão                 | 1996     | 196    | przyjmujący  |
| 12 | Rodrigo Ribeiro              | 1986     | 190    | rozgrywający |
| 15 | Gabriel Vaccari Kavalkievicz | 1996     | 191    | przyjmujący  |
| 16 | Lucas Saatkamp               | 1986     | 209    | środkowy     |
| 18 | Carlos Castro                | 2004     | 205    | przyjmujący  |
| 19 | Miguel Ángel López           | 1997     | 190    | przyjmujący  |

### Sezon 2021/2022
| Nr | Imię i nazwisko     | Data ur. | Wzrost | Pozycja      |
| -- | ------------------- | -------- | ------ | ------------ |
| 1  | Welinton Oppenkoski | 2000     | 195    | atakujący    |
| 3  | Lucas De Deus       | 1987     | 178    | libero       |
| 4  | Otávio Pinto        | 1991     | 204    | środkowy     |
| 5  | Lucas Lóh           | 1991     | 195    | przyjmujący  |
| 6  | Guilherme Rech      | 2001     | 204    | środkowy     |
| 7  | Maicon França       | 2004     | 215    | przyjmujący  |
| 8  | Wallace de Souza    | 1987     | 198    | atakujący    |
| 10 | Cledenilson Souza   | 1998     | 211    | środkowy     |
| 11 | Rodrigo Leão        | 1996     | 196    | przyjmujący  |
| 12 | Isac Santos         | 1990     | 205    | środkowy     |
| 14 | Fernando Kreling    | 1996     | 185    | rozgrywający |
| 16 | Lucas Bauer         | 1999     | 192    | libero       |
| 17 | Rhendrick Rosa      | 1999     | 184    | rozgrywający |
| 19 | Miguel Ángel López  | 1997     | 190    | przyjmujący  |

### Sezon 2020/2021
| Nr | Imię i nazwisko          | Data ur. | Wzrost | Pozycja      |
| -- | ------------------------ | -------- | ------ | ------------ |
| 1  | Alan Souza               | 1994     | 198    | atakujący    |
| 3  | Lucas De Deus            | 1987     | 178    | libero       |
| 4  | Otávio Pinto             | 1991     | 204    | środkowy     |
| 7  | Facundo Conte            | 1989     | 198    | przyjmujący  |
| 8  | Welinton Oppenkoski      | 2000     | 195    | atakujący    |
| 9  | Guilherme Araújo Santana | 2002     | 197    | atakujący    |
| 10 | Cledenilson Souza        | 1998     | 211    | środkowy     |
| 11 | Rodrigo Leão             | 1996     | 196    | przyjmujący  |
| 12 | Isac Santos              | 1990     | 205    | środkowy     |
| 14 | Fernando Kreling         | 1996     | 185    | rozgrywający |
| 16 | Lucas Bauer              | 1999     | 192    | libero       |
| 17 | Rhendrick Rosa           | 1999     | 184    | rozgrywający |
| 18 | Filipe Ferraz            | 1980     | 194    | przyjmujący  |
| 19 | Miguel Ángel López       | 1997     | 190    | przyjmujący  |

### Sezon 2019/2020
| Nr | Imię i nazwisko                | Data ur. | Wzrost | Pozycja      |
| -- | ------------------------------ | -------- | ------ | ------------ |
| 1  | Luan José Weber                | 1991     | 202    | atakujący    |
| 2  | John Perrin                    | 1989     | 201    | przyjmujący  |
| 3  | Lucas De Deus                  | 1987     | 178    | libero       |
| 4  | Otávio Pinto                   | 1991     | 204    | środkowy     |
| 5  | Bruno Fyllipe Amorim Gonçalves | 1996     | 198    | środkowy     |
| 6  | Rodrigo Leme                   | 1980     | 183    | rozgrywający |
| 7  | Facundo Conte                  | 1989     | 198    | przyjmujący  |
| 8  | Evandro Guerra                 | 1981     | 207    | atakujący    |
| 10 | Cledenilson Souza              | 1998     | 211    | środkowy     |
| 11 | Rodrigo Leão                   | 1996     | 196    | przyjmujący  |
| 12 | Isac Santos                    | 1990     | 205    | środkowy     |
| 14 | Fernando Kreling               | 1996     | 185    | rozgrywający |
| 15 | Lucas Batista Silva            | 1999     | 174    | libero       |
| 18 | Filipe Ferraz                  | 1980     | 194    | przyjmujący  |
| 20 | Hugo Hamacher da Silva         | 1991     | 194    | przyjmujący  |

### Sezon 2018/2019
| Nr | Imię i nazwisko             | Data ur. | Wzrost | Pozycja      |
| -- | --------------------------- | -------- | ------ | ------------ |
| 1  | Pablo Natan Ventura         | 1998     | 195    | przyjmujący  |
| 3  | Éder Levi Kock              | 1993     | 205    | środkowy     |
| 4  | Leonardo Nascimento         | 1995     | 198    | przyjmujący  |
| 5  | Sandro Barbalho De Carvalho | 1981     | 189    | rozgrywający |
| 6  | Robert Souza de Araújo      | 1996     | 203    | atakujący    |
| 7  | Lucas Batista Silva         | 1999     | 174    | libero       |
| 8  | Evandro Guerra              | 1981     | 207    | atakujący    |
| 10 | Kévin Le Roux               | 1989     | 209    | środkowy     |
| 11 | Rodrigo Leão                | 1996     | 196    | przyjmujący  |
| 12 | Isac Santos                 | 1990     | 205    | środkowy     |
| 14 | Fernando Kreling            | 1996     | 185    | rozgrywający |
| 15 | Taylor Sander               | 1992     | 196    | przyjmujący  |
| 17 | Sérgio Nogueira             | 1978     | 184    | libero       |
| 18 | Filipe Ferraz               | 1980     | 194    | przyjmujący  |

### Sezon 2017/2018
| Nr | Imię i nazwisko        | Data ur. | Wzrost | Pozycja      |
| -- | ---------------------- | -------- | ------ | ------------ |
| 1  | Pablo Natan Ventura    | 1998     | 195    | przyjmujący  |
| 2  | Rodrigo Telles         | 1990     | 201    | atakujący    |
| 3  | Éder Levi Kock         | 1993     | 205    | środkowy     |
| 5  | Nicolás Uriarte        | 1990     | 189    | rozgrywający |
| 6  | Robert Souza de Araújo | 1996     | 203    | atakujący    |
| 7  | Lucas Batista Silva    | 1999     | 174    | libero       |
| 8  | Evandro Guerra         | 1981     | 207    | atakujący    |
| 9  | Leal                   | 1988     | 201    | przyjmujący  |
| 10 | Roberlandy Simón Aties | 1987     | 206    | środkowy     |
| 11 | Rodrigo Leão           | 1996     | 196    | przyjmujący  |
| 12 | Isac Santos            | 1990     | 205    | środkowy     |
| 14 | Fernando Kreling       | 1996     | 185    | rozgrywający |
| 17 | Sérgio Nogueira        | 1978     | 184    | libero       |
| 18 | Filipe Ferraz          | 1980     | 194    | przyjmujący  |

### Sezon 2016/2017
| Nr | Imię i nazwisko        | Data ur. | Wzrost | Pozycja      |
| -- | ---------------------- | -------- | ------ | ------------ |
| 1  | Alan Souza             | 1994     | 198    | atakujący    |
| 3  | Éder Levi Kock         | 1993     | 205    | środkowy     |
| 4  | Leonardo Nascimento    | 1995     | 198    | przyjmujący  |
| 7  | William Arjona         | 1979     | 185    | rozgrywający |
| 8  | Evandro Guerra         | 1981     | 207    | atakujący    |
| 9  | Leal                   | 1988     | 201    | przyjmujący  |
| 10 | Roberlandy Simón Aties | 1987     | 206    | środkowy     |
| 11 | Rodrigo Leão           | 1996     | 196    | przyjmujący  |
| 12 | Isac Santos            | 1990     | 205    | środkowy     |
| 14 | Fernando Kreling       | 1996     | 185    | rozgrywający |
| 17 | Sérgio Nogueira        | 1978     | 184    | libero       |
| 18 | Filipe Ferraz          | 1980     | 194    | przyjmujący  |

### Sezon 2015/2016
| Nr | Imię i nazwisko               | Data ur. | Wzrost | Pozycja      |
| -- | ----------------------------- | -------- | ------ | ------------ |
| 1  | Alan Souza                    | 1994     | 198    | atakujący    |
| 3  | Éder Levi Kock                | 1993     | 205    | środkowy     |
| 4  | Leonardo Nascimento           | 1995     | 198    | przyjmujący  |
| 5  | Vanderson Vicher Araújo Malta | 1995     | 175    | libero       |
| 7  | William Arjona                | 1979     | 185    | rozgrywający |
| 8  | Wallace de Souza              | 1987     | 198    | atakujący    |
| 9  | Joandry Leal Hidalgo          | 1988     | 201    | przyjmujący  |
| 10 | Pedro Luiz da Silva Santos    | 1994     | 204    | środkowy     |
| 11 | Rodrigo Leão                  | 1996     | 196    | przyjmujący  |
| 12 | Isac Santos                   | 1990     | 205    | środkowy     |
| 14 | Fernando Kreling              | 1996     | 185    | rozgrywający |
| 15 | Frederic Winters              | 1982     | 195    | przyjmujący  |
| 16 | Éder Carbonera                | 1983     | 204    | środkowy     |
| 17 | Sérgio Nogueira               | 1978     | 184    | libero       |
| 18 | Filipe Ferraz                 | 1980     | 194    | przyjmujący  |